# Longsheng
Longsheng (chiń. 龙各族自治县; pinyin: Lóngshèng Gèzú Zìzhìxiàn) – powiat autonomiczny w południowych Chinach, w regionie autonomicznym Kuangsi, w prefekturze miejskiej Guilin. W 1999 roku liczył 166 812 mieszkańców. 
Na terenie powiatu znajdują się znane tarasy ryżowe.

Longsheng - Kobiety Yao
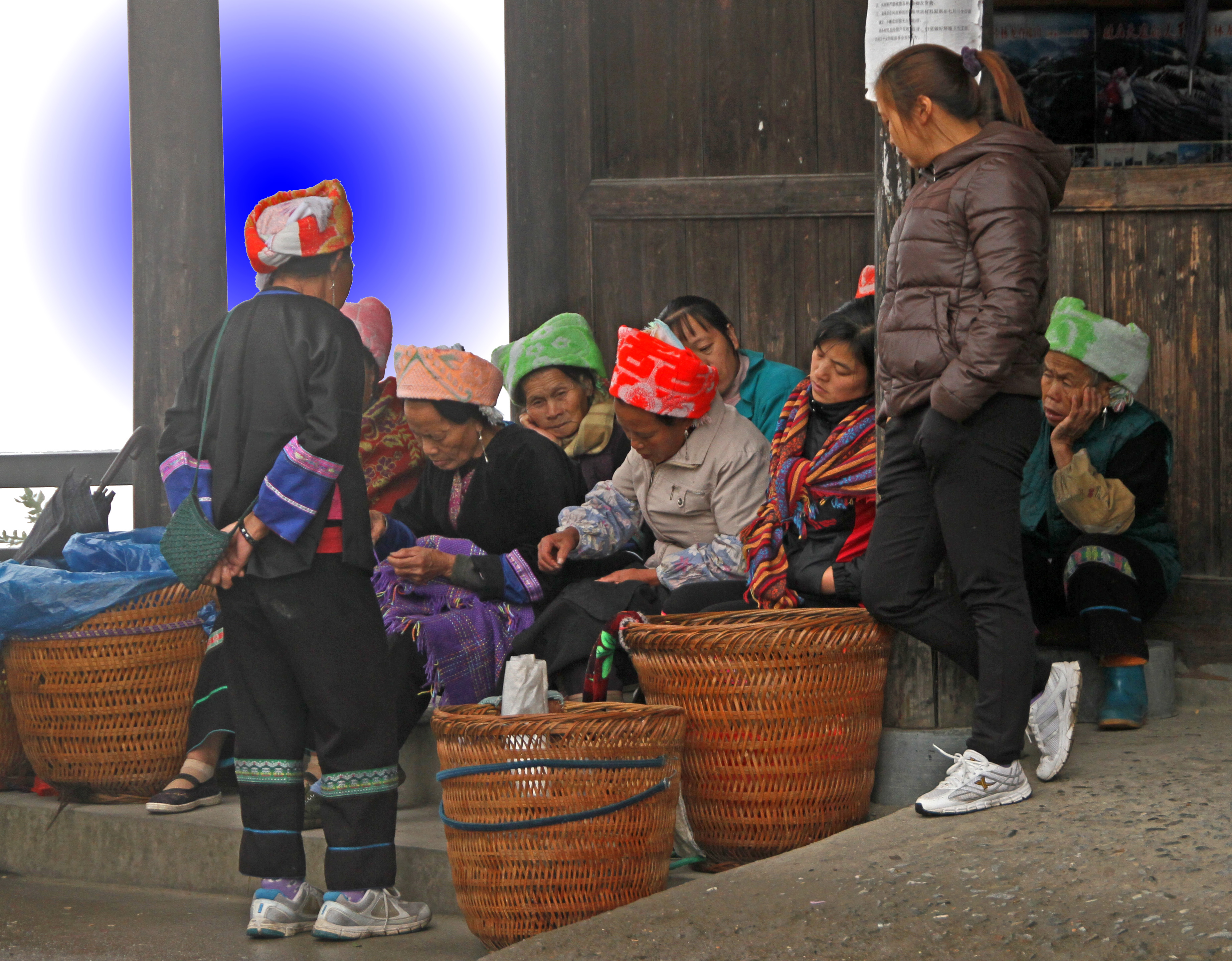
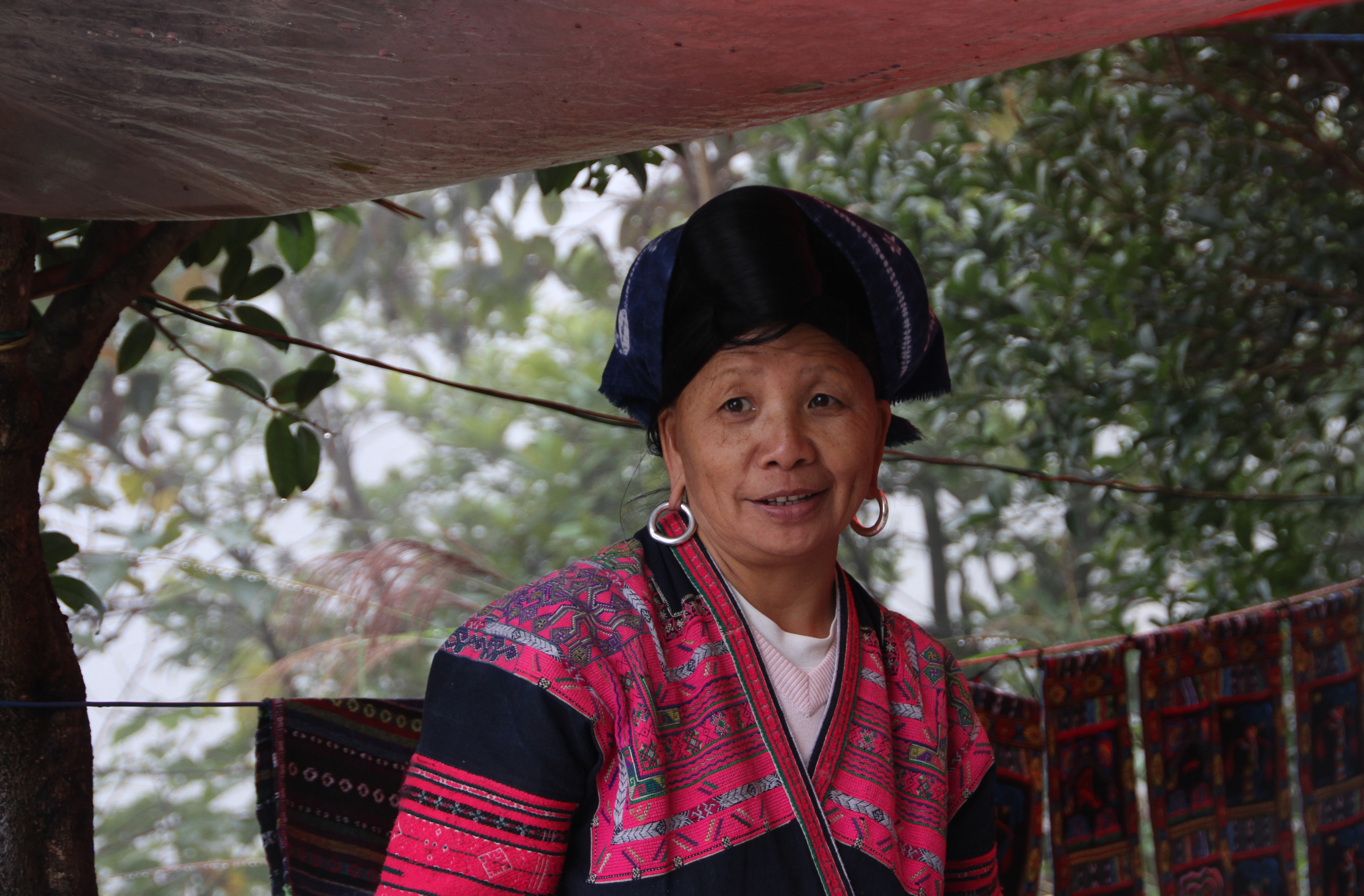
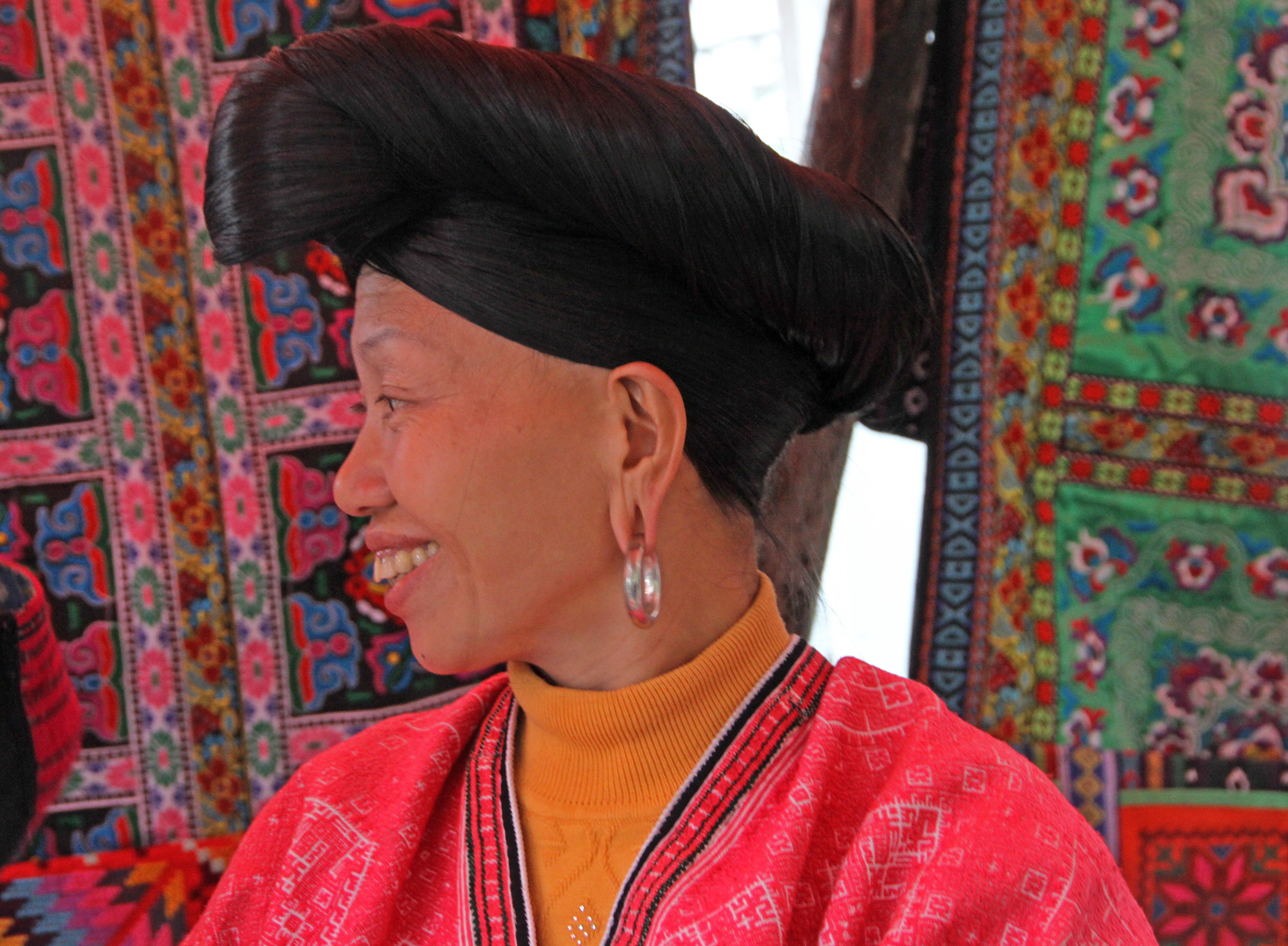